# Gogolminex
Le gogolminex est un nombre défini comme le nombre 10 élevé à la puissance -gogol. Hors d'atteinte des représentations mentales humaines, il est impossible, dans le système décimal, d'écrire ce nombre sur du papier car il contient plus de chiffres qu'il n'y a d'atomes dans l'univers observable (de l'ordre de 1080). L'inverse du gogolminex, nombre positif extrêmement grand, est appelé gogolplex.

## Notations
Il peut être noté :
 {\displaystyle {10}^{\rm {-gogol}}}, 
 {\displaystyle 10^{\scriptscriptstyle -10\,000\,000\,000\,000\,000\,000\,000\,000\,000\,000\,000\,000\,000\,000\,000\,000\,000\,000\,000\,000\,000\,000\,000\,000\,000\,000\,000\,000\,000\,000\,000\,000\,000}}. 

## Utilité
Ce nombre n'est qu'une curiosité ayant reçu un nom. Il n'est pas un nombre remarquable pour ses propriétés mathématiques, ni un nombre ayant une signification dans une branche de la science. D'ailleurs, dans ces domaines, il existe des nombres remarquables encore plus petits[Lesquels ?].